# 太祖王建
太祖王建（テジョワンゴン）は韓国KBSで放送された、韓国の歴史ドラマである。全200話。

## 概要
9世紀末、新羅の勢力が衰え、後高句麗、後百済、新羅による後三国時代の幕開けから、高麗による三国統一までの物語である。それまでの韓国時代劇は、李氏朝鮮時代を題材としたドラマが主流であった。本作品は、初めて高麗時代を本格的に描き、韓国時代劇の新たな扉を開いた。主演のチェ・スジョンはこの作品が時代劇初主演であり、この後、韓国時代劇の第一人者として活躍していくきっかけとなった。
本作は2000年4月1日から2002年2月24日までの間、『王と妃』の後番組として土曜日・日曜日の週2回、KBS第一テレビにて放送された。男性層からの圧倒的な支持を受け、最高視聴率60.2％、平均視聴率37.3％という高視聴率を叩き出した。最高視聴率は歴代韓国時代劇で第2位であり（第1位は、ホジュンの63.7％）、歴代韓国ドラマの中でも、第8位に入る。週間視聴率第1位・連続29週という記録も打ち立てている。この記録は、『朱蒙』（連続35週）に次いで、歴代韓国ドラマ第2位の記録である。

## あらすじ
新羅が三国（高句麗、百済、新羅）を統一して230年の時が流れた。新羅国内は、王位争奪戦が繰り返され、豪族や民衆が反乱を起こし、国力は衰退していった。そんな中、故高句麗であった地では僧侶のクンイェが、故百済の地では軍人のキョンフォンが勢力を強めていた。主人公のワンゴンはクンイェに認められ、持ち前の知性と人徳で、数々の功績を挙げていく。しかし、絶大な権力を握ったクンイェは暴政を振るうようになる。それを見かねたワンゴンは、クンイェと決別し、新国家建国を決意する。

## 用語

### 組織・官職
高麗
- 納貨府

宮廷の財物を管理する官庁。
- 障繕府

皇宮修理や器物製作を担当する官庁。
- 南廂壇

国の公役を管理する官庁。
後高句麗
　クンイェは遷都の前にも官府を制定していたが、それは臨時的機構であった。本格的な国家体制の整備は、松嶽への遷都以降に行われた。
- 広評省

豪族の議決機構として国政の最高官府。長は“匡治奈”。のちに“侍中”とも呼ばれる。
- 兵部

軍事関係の行政を担当する。長は“兵部令”。
- 大龍部

戸口、租税、公納を担当する。長は“大龍部令”。
- 寿春部

国の大小事と各種儀式を担当する。長は“寿春部令”。
- 奉賓部

外交を担当する。長は“奉賓部令”。
- 義刑台

法律・訴訟・刑罰関連を担当する官庁。長は“義刑台令”。
- 納貨部

宮殿の中の財物を管理する。長は“納貨部令”。
- 内奉省

内務や人事を担当する。長は“内奉省令”。
- 禁書省

国の図書や文書を預かる官庁。長は“禁書省令”。
- 内軍

王の周辺を護衛する親衛隊。職務はそれだけではなく、豪族や民衆の監視も行う。長は“内軍将軍”。
- 水壇

水上運輸を預かる官庁。
- 東宮記室

太子の教育と補佐をする官職。
後百済
　後百済の官職は14等級に分かれていた。これはあくまでも、戦を行うための職級である。なお、文献に残るものはない。学会で記録を検討し、推測したものである。
- 伊飡

官職の第1等級で、現在の国務総理級官職にあたる。
- 波珍飡

官職の第2等級で、現在の副総理級官職にあたる。
- 阿飡

官職の第3等級。
- 一吉飡

官職の第4等級。
道具　
チャン・ボゴの宝剣　
新羅の英雄チャン・ボゴが信頼する3人の部下に贈ったとされる短剣。
書物　
トソン秘記（道詵秘記）　
僧侶トソンが著した書物。早くから、その存在は知られており、クンイェとチョンガンが彼の元を訪れた際、チョンガンが書物の存在についてトソン本人に尋ねている。その後、トソンらが松嶽を訪れてワン・ゴンに手渡した。トソンはワン・ゴンと共に世達寺に入り、トソン秘記を読めるように指導した。
高麗使節要では、太祖が17歳になったときトソンが現れ“そなたは百六の運勢　末世の民はそなたを待つ　軍師を携え陣を備えれば　必要な地理を天時を読む法山川を敬い精通する法　補佐する道理を教えてくれた”と記されている。
多くの関心と話題を集め、千年の間、伝えられてきた秘伝書。風水とそれにまつわる人の運命を記しているらしい。序説には“最もよいすべは世間から逃れること　それが駄目なら悪い場を避けること　崑崙山の砂漠の南方から東に伸びて　医巫閭山が生まれ遼東の地が開かれた　その先に高い山がそびえ立つ　その名は白頭山　山の精気が北に満ちて2つの川をなし　南方に抜けては白頭山脈を築いた　我が大地の地勢は3面が海に挟まれ　北方は遼東に続く　山が多く平地は少ない　人は穏やかで用心深く気が小さい　大地は三千里に長く伸び　東西は千里に満たぬ　南北に細長く山と大地を抱えている　山河の様相のごとく人情も様々で　地域によって異なるゆえそれを理解しろ”と書かれている。

## スタッフ
- 製作：KBS
- チーフプロデューサー：アン・ヨンドン
- プロデューサー：チョン・ヨンチョル
- 原作・脚本：イ・ファンギョン
- 演出：キム・ジョンソン、カン・イルス
- 撮影：チ・ハンギュ、ウ・ソンジュ
- 映像：ソン・チョルジュ
- 照明：イ・ヒョンウン、キム・ヒョン、カン・ジュピョン
- 編集：ミン・ビョンホ
- 作曲：キム・ドンソン
- 音響：ユ・ビョンス、キム・ヒョンチャン
- 語り：キム･ジョンソン　（演出を手がけているキム･ジョンソンとは別人）
- 音楽指揮：イム・テクス
- 録画：チェ・ミョンギュ
- 編集監督：キム・ジョンス
- 製作編集：イ・ビョンフィ、チェ・スンピル
- ダビング監督：イ・サンボン
- ダビング：イ・ドンフン
- VCR編集：ミン・ビョンホ
- CG：パク・ケソン
- 編曲：イム・テクス、キム・ドンソン
- 演奏：KBS交響楽団
- 指揮：キム・ボン、カン・ソクフィ
- 合唱：国立合唱団
- 合唱指揮：ヨン・ジンソブ
- 音楽：イム・ヒョテク
- 音響効果：キム･ドンチャン、パク・グヮンフン、チョン・ジョンイル、アン・イグス、イム・ジフン、チュ・ガソン、シン・チェルスン
- 特殊映像：カン・ハンソク、イ・デュファン
- 美術製作：KBSアートビジョン
- 美術監督：イ・ソグウ
- 舞台デザイン：チョ・サンジン、ヤン・ヨングン
- 舞台装置：ユ・モチョン、キム・ムファン、ペ・イルギ、チェ・ユンソプ
- セット製作：イ・チョルス
- オープンセット製作：イ・サムジュ、キム・グンソク、キム・ジョンミョン、ソン・ギギョン
- 装飾：キム・フグン
- 作画：クォン・ヒョクテ
- 美術開発：キム・ドンス
- 装置進行：パク・チョンムン
- 扮装：イ・ソグジェ、キム・ジュイル、キム・ブソン、キム・ミョンゴン、チョ・ソングン、チョン・ヘラン、ユン・ジェイル、ラ・ギョンギュン、
- 美容：ソ・ネギョン、キム・ジョンナン
- 小道具製作：チョン・グァンボク
- 小道具：イ・ジェモ、イ・ジョンフン、キム・スンテ、ソン・ヨンフィ、チョン・スンホ
- 衣装デザイン：カン・ユンジョン、ユ・スジョン
- 衣装；ユン・ビョンオ、イ・ジョンウン、ホン・ギイル、チャン・テクス、イ・ソンジュ、パク・ヨンギ、イ・ジェグォン、イ・ソンウ
- 衣装考証：遊戯軽服食文化研究院、ユ・フィギョン、イ・ガンチル、チョン・ワンソプ、チョ・ヒョスン、イム・ミョンミ、キム・ミジャ
- 電気效果：キム・セファン、イ・ドンチョン
- 建築考証：チョン・ギョンホ、キム・ドンヒョン、チュ・ナムチョル、チョン・セフン
- 王宮製作：（株）熱誠総合建設
- 補助出演：（株）韓国芸術、イ・ヨンテ、M.T.M
- 撮影協力：聞慶市長、堤川市長、南漢山城管理事務所、水原火星管理事務所、高敞仙雲寺
- 武術監督：イ・ヨンス
- 武術指導：イ・シウン、ウォン・ジン、リュ・ヒョンサン
- 武術出演：映像武術マッハ
- スタント：映像武術マッハ
- 特殊效果：金上司特殊效果、キム・スゴン、イ・マンファン、キム・ミンホ、イ・ドンシン
- クレーン：クォン・テウォン、キム・ミジュン
- 録音：コインムビテル、キム・サンウォン、イ・ギョジュン、キム・ヒョンソク
- 野外照明：李プロダクション、イ・ヒョンウン、パク・ソンフン、キム・ビョンテ、キム・デミン、オ・ヨンウ、ヤン・ギル、イ・チュンギル、ヒョン・チョル
- 撮影監督：チ・ハンギュ、ウ・ソンジュ、オム・テマン
- 撮影補：クァク・セジョン
- 記録：ウム・ミンア
- 進行：イ・ヒャンボン、チャン・ヤンホ
- 技術監督：ソ・ギョンテク
- カメラ監督：イ・ナムム
- アシスタントディレクター：ハン・チョルギョン、カン・ビョンテク

## 受賞歴
2000年　
KBS演技大賞
大賞：キム・ヨンチョル　
助演賞：キム・ハクチョル
2001年 
KBS演技大賞　
大賞：チェ・スジョン
最優秀演技賞：ソ・インソク　
優秀演技賞：キム・ガプス　
優秀演技賞：キム・ヘリ　
助演賞：チョン・テウ　
新人賞：イ・グァンギ
2002年　
百想芸術大賞　テレビ部門
大賞
最優秀演技賞：キム・ヨンチョル

## その他
本作品終了後、放送されたドラマ『帝国の朝』（日本語タイトル；『光宗大王 〜帝国の朝〜』）は続編的作品となっている。この作品の脚本を担当したのは、本作品の脚本を担当したイ・ファンギョンである。ワン・ゴン死後、混乱が続く高麗を息子のワン・ソが即位し、高麗繁栄の礎を築くまでの過程が描かれている。帝国の朝には、本作品に登場した人物が多数登場している。また、本作品に出演している俳優も役柄は違うものの、多数出演している。

## DVD-BOX
発売元：エプコット
- 『太祖王建』DVD-BOX1(第1章 後三国時代の幕開け：前編,1～14話）,2008年9月発売
- 『太祖王建』DVD-BOX2(第1章 後三国時代の幕開け：後編,15～31話）,2008年10月発売
- 『太祖王建』DVD-BOX3(第2章 輝かしい勲功：前編,32～45話）,2008年11月発売
- 『太祖王建』DVD-BOX4(第2章 輝かしい勲功：後編,46～60話）,2008年12月発売
- 『太祖王建』DVD-BOX5(第3章 クンイエ暴政の始まり：前編,61話～74話),2009年1月発売
- 『太祖王建』DVD-BOX6(第3章 クンイエ暴政の始まり：後編,75話～90話),2009年2月発売
- 『太祖王建』DVD-BOX7(第4章 革命の機運：前編,91話～104話),2009年3月発売
- 『太祖王建』DVD-BOX8(第4章 革命の機運：後編,105話～120話),2009年4月発売
- 『太祖王建』DVD-BOX9(第5章 高麗建国,121話～140話),2009年5月発売
- 『太祖王建』DVD-BOX10(第6章 後百済の快進撃,141話～160話),2009年6月発売
- 『太祖王建』DVD-BOX11(第7章 両雄の死闘,161話～180話),2009年7月発売
- 『太祖王建』DVD-BOX12(第8章 三韓統一,180話～200話),2009年8月発売